# Пуногласје
Пуногласје је једна од специфичних фонетских црта по којој се савремени источнословенски језици разликују од јужнословенских и западнословенских језика. Сам термин је увео М. А. Максимович. Језичка појава супротна од пуногласја зове се непуногласје.
Претпостављава се да се пуногласје појавило у области источнословенских језика око VII века као последица метатезе ликвида (премештања):
- *TorT > ToroT
- *TolT > ToloT
- *TerT > TereT
- *TelT > ToloT,TeleT, TeloT

где је T било који сугласник, * - звездицом су означене реконструисане комбинације.

## Друго пуногласје
Друго пуногласје је дијалектски феномен на источнословенској основи, слично је пуногласју, али с учешћем редукованих ъ и ь:
- *TъrT > TъrъT
- *TьrT > TьrьT

Било је карактеристично за северокривичска наречја и староновгородски дијалекат. Резултат је била редукција или нестајање другог полугласника у таквим комбинацијама, или пуна вокализација по општем правилу као резултат нестанка редукованих.
Неке речи са другим пуногласјем су ушле у књижевни руски језик, на пример вер/ё/вка (старорус. вьрвъка), бестол/о/чь под условом да је сродан толк (старорус. тълкъ), сумер/е/чный са речју сумерки (старорус. сумьркъ). Шта се тиче времена постанка ове појаве, лингвисти немају једнострано мишљење. Неки мисле да се друго пуногласје појавило у доба нестанка редукованих (друга половина XII—XIII века), неко ову појаву смешта у много ранији период.
Друго пуногласје се може видети углавном у дијалектима северноруског наречја, али се у у њима развијало постепено. Области ширења неких дијалеката, у којим се други самогласник изговара после ликвиде, приказане су на мапама дијалектолошког атласа руског језика:
- верх (ве́рех, верёх);
- серп (се́реп, серёп);[3]
- корм (ко́ром, коро́м);
- столб (сто́лоб, столо́б);
- горб (го́роб, горо́б)

и речи са кореном долг-, долж- (до́лог (долг), до́ложен, доло́жен, доложён, до́ложность и тако даље).

## Непуногласје
У јужнословенским језицима, делимично и у западнословенским, ова појава зове се непуногласје. У јужнословенским језицима и западнословенским дијалекатима старе Моравске (савремени чешки и словачки језик) настало је метатезом ликвиде. Комбинације *TorT, *TolT  су промениле у TraT, TlaT, а *TerT, *TelT су промениле у TrěT, TlěT:
- савремени буг. крава, злато, мляко, пред;
- срп. крава, злато, млеко, пре;
- хрв. krava, zlato, mlijeko, prije;
- макед. крава, злато, млеко, пред;
- словен. kráva, zlato, mleko, pred;
- чеш. kráva, zlato, mléko, před;
- словачк. krava, zlato, mlieko, pred.

Истовремено у пољском и лужичкосрпским језицима на месту *TorT, *TolT су се појавили TroT, TloT, а на месту *TerT, *TelT — TreT, TleT:
- пољск. krowa, złoto, mleko, przed.

За разлику од осталих словенских језика, рефлекс *TorT је у словеначком и кашупском остао без промена.